# Plainview (Teksas)
Plainview – miasto w Stanach Zjednoczonych, w stanie Teksas, w hrabstwie Hale. Według spisu z 2020 roku liczy 20,2 tys. mieszkańców.

## Religia
W 2010 roku 60% mieszkańców jest członkami kościołów ewangelikalnych (10-ty wynik w Stanach Zjednoczonych), głównie baptystów (41,4%) i zielonoświątkowców (7,5%). 25% jest członkami Kościoła katolickiego, 5,1% Zjednoczonego Kościoła Metodystycznego i 1,4% Kościoła Jezusa Chrystusa Świętych w Dniach Ostatnich.
W mieście ma swoją siedzibę Wayland Baptist University, prywatny uniwersytet baptystów.